# Molenwijk
Molenwijk (deutsch Molenviertel), gebaut in den 1960er Jahren, ist ein Stadtteil in Amsterdam-Noord und hatte im Januar 2024 3.045 Einwohner.

## Geschichte
Anfang der 1960er Jahre war das Gebiet ein Polder und dient als Schlammablage (niederländisch Bagger) aus dem Nordseekanal. Der Polder gehörte zur Gemeinde Oostzaan. Am 1. August 1966 wurde Molenwijk der Gemeinde Amsterdam zugeteilt, die dort ein Wohnviertel plante.
Der Plan für das Wohnviertel stammte von dem Architekten K. Geerts in Zusammenarbeit mit der Gemeinde Amsterdam und es wurden 15 Appartementshäuser (niederländisch Flatgebouwen) mit 1256 Wohnungen realisiert. Am Rand des Viertels lag ein Hochhaus (niederländisch Torenflat) mit 16 Etagen. In Molenwijk befinden sich zwei Schulen, ein Einkaufszentrum mit den Namen De Wieken, eine Bibliothek und ein Streichelzoo (niederländisch Kinderboerderij) für Kinder.
In Molenwijk gibt es Weiler mit viel Grünanlagen, die autofrei sind. Das Wohnviertel ist mit dem Stadtbus Nr. 37 zu erreichen, der seit 2006 von der Amstelstation nach Molenwijk fährt.